# Alain Cigana
Alain Cigana, né le 10 décembre 1950 à La Réole, est un coureur cycliste français. Il est l'oncle de Thomas Boudat, champion du monde sur piste, et le neveu de Joseph Cigana, également ancien cycliste professionnel.

## Palmarès
- 1971
  - 2e du Tour de la Charente Maritime
  - 2e du Tour des Landes
  - 2e de la Flèche d'or (avec Guy Frosio)
  - 3e du championnat de France des sociétés
- 1973
  - Flèche d'or (avec Guy Frosio)
  - Grand Prix de la Tomate
  - 2e du Tour de l'Yonne
  - 2e de Bordeaux-Saintes
  - 3e du championnat de France sur route amateurs

## Résultats sur le Tour de France
3 participations
- 1974 : 98e
- 1975 : abandon (14e étape)
- 1976 : abandon (14e étape)